# Horda de Bukey
La Horda de Bukey o Horda Interior fou una fracció dels kazakhs que va agafar el nom del seu cap, Bukey o Bukei Khan, fill de Nurali Khan. El 1801 una part dels kazakhs de la Petita Horda (uns 5.000 o 30.000 segons les fonts) van poder establir-se a la riba dreta del riu Ural (Yaik) fins al Volga, sota la direcció d'aquest i van formar una Horda que va existir fins al 1845 quan el càrrec de kan fou abolit i l'administració encarregada a un consell provisional d'oficials russos. El 1876 aquest territori fou agregat a l'óblast d'Astracan.
Jangher o Yanghir, fill de Bukey Khan, fou el darrer kan efectiu. El 1873 Schuyler en el seu viatge pel Turquestan va trobar a un príncep de nom Chingis, que era el seu fill i que a la mort del seu pare el 1845 va rebre el títol de "príncep" de la cort imperial. Era musulmà i havia fet el pelegrinatge a la Meca; tenia terres pròpies al govern rus de Samara i passava part del seu temps llegint una novel·la en francès.
Llista de kans:
- Bukey 1801 - 1815 (kan des de 1812).
- Shighai 1815 - 1823.
- Jangher (Yanghir) 1823 - 1845.
- Isatai Tamanov 1836 - 1837 (rebel).
- Consell provisional 1845-1876.